# Elvis Akpooghene Isaac
Elvis Akpooghene Isaac (* 15. srpna 2002) je nigérijský fotbalový útočník, od února 2025 hráč českého mužstva SK Dynamo České Budějovice. Mimo Nigérii působil na klubové úrovni na Slovensku. Nastupuje na levém nebo na pravém křídle, případně ve středu útoku.

## Klubová kariéra
Svoji fotbalovou kariéru začal v týmu G12 FC, odkud před jarní části sezony 2021/22 přestoupil do Evropy do slovenského mužstva FK Dubnica nad Váhom tehdy hrajícího druhou nejvyšší soutěž.

### FK Dubnica nad Váhom

#### Sezóna 2021/22
Ligový debut v dresu Dubnice absolvoval v 18. kole hraném 26. února 2022 v souboji se Slavojem Trebišov (prohra 0:1), na trávník přišel v 65. minutě. Svůj první a zároveň i jediný gól v lize v jarní části sezony 2021/22 si připsal ve 26. kole proti klubu MFK Skalica, když v první minutě nastavení druhého poločasu zvyšoval na konečných 3:1. Na jaře 2022 bojoval s Dubnicí nad Váhom o záchranu, která se zdařila.

#### Sezóna 2022/23
Poprvé v ročníku skóroval 6. srpna 2022 v souboji s rezervou neboli juniorkou Slovanu Bratislava při domácím vítězství 3:0. Následně se střelecky prosadil v zápase s týmem FC ŠTK 1914 Šamorín, když ve 29. minutě zvyšoval na konečných 2:0. Svoji třetí a čtvrtou branku v sezoně zaznamenal 25. února 2023 v 18. kole v souboji s mužstvem MŠK Púchov (prohra 3:4), trefil se v 50. a 71. minutě. Popáté v ročníku dal gól 1. dubna 2023 proti Tatranu Prešov, když v 81. minutě snižoval na 1:3. Další přesný střelecký zásah si připsal ve 30. kole v souboji s béčkem klubu MŠK Žilina (prohra 4:8). V jarní části sezony sestoupil s Dubnicí do třetí ligy.

### ŠK Slovan Bratislava
V létě 2023 zamířil na hostování, které se po půl roce změnilo v přestup, do Slovanu Bratislava. V jeho dresu téměř celou sezonu nastupoval za druholigovou juniorku, avšak odbyl si i premiéru v A-týmu. Tu zažil proti Žilině, když při domácí prohře 2:3 v 84. minutě nahradil na hrací ploše Vladimíra Weisse mladšího. V jarní části ročníku 2023/2024 částečně pomohl Slovanu Bratislava k šestému ligovému titulu v řadě a celkově jubilejnímu 30. v historii mužstva. V lednu 2025 ve Slovanu po vypršení smlouvy skončil. Na jaře 2025 vybojoval Slovan Bratislava sedmý ligový titul v řadě, na jehož zisku se Isaac částečně podílel.

### SK Dynamo České Budějovice
Dne 24. února 2025 byl oznámen jako nová posila českého klubu SK Dynamo České Budějovice, kde podepsal kontrakt do léta 2026 s opcí.

## Klubové statistiky
Aktuální k 9. lednu 2025
| Sezona    | Klub                       | Soutěž      | Zápasy | Góly |
| --------- | -------------------------- | ----------- | ------ | ---- |
| 2021/2022 | FK Dubnica nad Váhom       | 2. liga     | 13     | 1    |
| 2022/2023 | FK Dubnica nad Váhom       | 2. liga     | 28     | 6    |
| 2023/2024 | ŠK Slovan Bratislava       | Niké liga   | 2      | 0    |
| 2024/2025 | ŠK Slovan Bratislava       | Niké liga   | 1      | 0    |
| 2024/2025 | SK Dynamo České Budějovice | Chance liga |        |      |